# Zimándy Antal
Zimándy Antal (névvariáns: Anthony P. Zimandy) (? – 1865?) magyar és amerikai szabadságharcos katona.

## Élete
Az 1848-49-es szabadságharcban való részvételének részletei nem ismertek, az biztos, hogy Kossuth Lajos feltétlen híve volt. Az 1850-es évek elején már New Yorkban élt, kivette részét az emigráns magyarok társadalmi életének szervezéséből. Ő is aláírta a Kossuth Lajost gyalázó Szedlák Mátyás ellen kiadott magyar nyelvű megbélyegző nyilatkozatot, annyira őszinte indulattal gondolkodott, hogy a Charlestonba menekült Szedláknak utánautazott, és a nyílt utcán megbotozta.
Az amerikai polgárháborúban a negyedik U. S. néger gyalogezred hadnagya volt. A polgárháború után nem található nyoma. Feltehetően a háború több mint félmillió halottjának egyike lett. (Személyi igazolójegy, azaz azonosító jegy, a katonai szlengben dögcédula nem volt bevezetve az amerikai polgárháborúban, a magyar szabadságharcban például Bem József tábornok megkövetelte katonáitól az azonosító jegy használatát.)